# 徐秉正
徐秉正（1550年—？），字朝直，號繹濱，江西南昌府南昌縣小潭人，匠籍，明朝政治人物。

## 生平
萬曆元年（1573年）癸酉科江西鄉試第二十三名，萬曆八年（1580年）庚辰科會試第十名，登二甲第三十八名進士。礼部觀政，次年授南京工部主事，十四年调任南京吏部主事，十五年升郎中，十七年十月升福建左参议，十九年二月升云南副使，整饬云南武定二府兵备，五月改贵州提学副使，二十二年丁憂归乡。二十六年起补河南副使，二十七年升陕西参政，二十九年考察降用。

## 家族
曾祖徐廷株；祖父徐安宗；父徐伊，曾任監生。母萬氏。